# O Melhor de Chrystian & Ralf
O Melhor de Chrystian & Ralf é uma coletânea da dupla sertaneja brasileira Chrystian & Ralf, lançada em 1986. Ganhou disco de ouro pelas 100 mil cópias vendidas.

## Faixas
| N.º | Título                             | Compositor(es)                                  | Duração |  |
| 1.  | "Quebradas da Noite"               | Zimar Rodrigues / Professor Cairo               | 2:56    |  |
| 2.  | "Flecha Certeira"                  | Carreirito / Ralf                               | 3:00    |  |
| 3.  | "Camisa Manchada"                  | Rionegro / Domiciano                            | 3:05    |  |
| 4.  | "Boiada"                           | Zé Paioça                                       | 3:23    |  |
| 5.  | "Piscina"                          | José Fortuna / Paraíso                          | 4:24    |  |
| 6.  | "Pagode em Brasília"               | Lourival dos Santos / Teddy Vieira              | 2:51    |  |
| 7.  | "Noite de Tortura"                 | Chrystian / Ralf                                | 3:08    |  |
| 8.  | "Desencontro"                      | Chrystian / Ralf                                | 2:54    |  |
| 9.  | "Casa da Esquina"                  | Gino / Geno / Mangabinha                        | 2:45    |  |
| 10. | "Dona de Casa"                     | Benedito Seviero / Waldemar de Freitas Assunção | 2:50    |  |
| 11. | "Amargurado" (part. Tião Carreiro) | Tião Carreiro / Dino Franco                     | 3:12    |  |
| 12. | "A Deserdada"                      | Jardel / Neucy de Freitas                       | 3:33    |  |

## Certificações
| Brasil (ABPD)                             | Ouro | 1986 | 100.000* |
| *número de vendas baseado na certificação |      |      |          |